# Chapelle Notre-Dame de Recluse
 (juillet 2025).
Motif : WP:CAA - Aucune source nationale et centrée - Peut être une redirection est préférable avec une fusion
- Archive Wikiwix
- Bing
- Cairn
- DuckDuckGo
- E. Universalis
- Gallica
- Google
- G. Books
- G. News
- G. Scholar
- Persée
- Qwant
- (zh) Baidu
- (ru) Yandex
- (wd) trouver des œuvres sur Wikidata

| 1. | Préciser le motif de la pose du bandeau. | Précisez le motif de la pose du bandeau en utilisant la syntaxe suivante : {{admissibilité à vérifier\|date=août 2025\|motif=remplacez ce texte par le motif}}                                      |
| 2. | Informer les utilisateurs concernés.     | Pensez à avertir le créateur de l'article, par exemple, en insérant le code ci-dessous sur sa page de discussion : {{subst:avertissement admissibilité à vérifier\|Chapelle Notre-Dame de Recluse}} |

La chapelle Notre-Dame de Recluse, plus connu sous le nom Chapelle du Saint-Michel, est une chapelle catholique située à Toul. Elle est érigée en haut du Mont-Saint-Michel.

## Histoire
La chapelle est rénovée en 2017 par les jeunes de la ville lors d'activité "argent de poche".
La chapelle accueillait chaque année au 15 Aout, la messe présidé par l'Abbé Noël, entre 2010 et 2020. En début d'année 2021, la pandémie empêche le prêtre de continuer. A la suite, il prend sa retraite. 
Depuis plus d'une décennie désormais elle accueille durant les mois de mai, d'août et d'octobre le chapelet en l'honneur de la Vierge Marie. 
La chapelle est régulièrement ouverte lors d'évènements culturels, lorsque la mairie ou le clergé le permet. 
Depuis la nomination d'un nouveau prêtre responsable de la curie de Toul, l'abbé Sylvain Dehaye, la chapelle n'accueille plus que le chapelet du mois d'août.